# Mark Lindsay Chapman

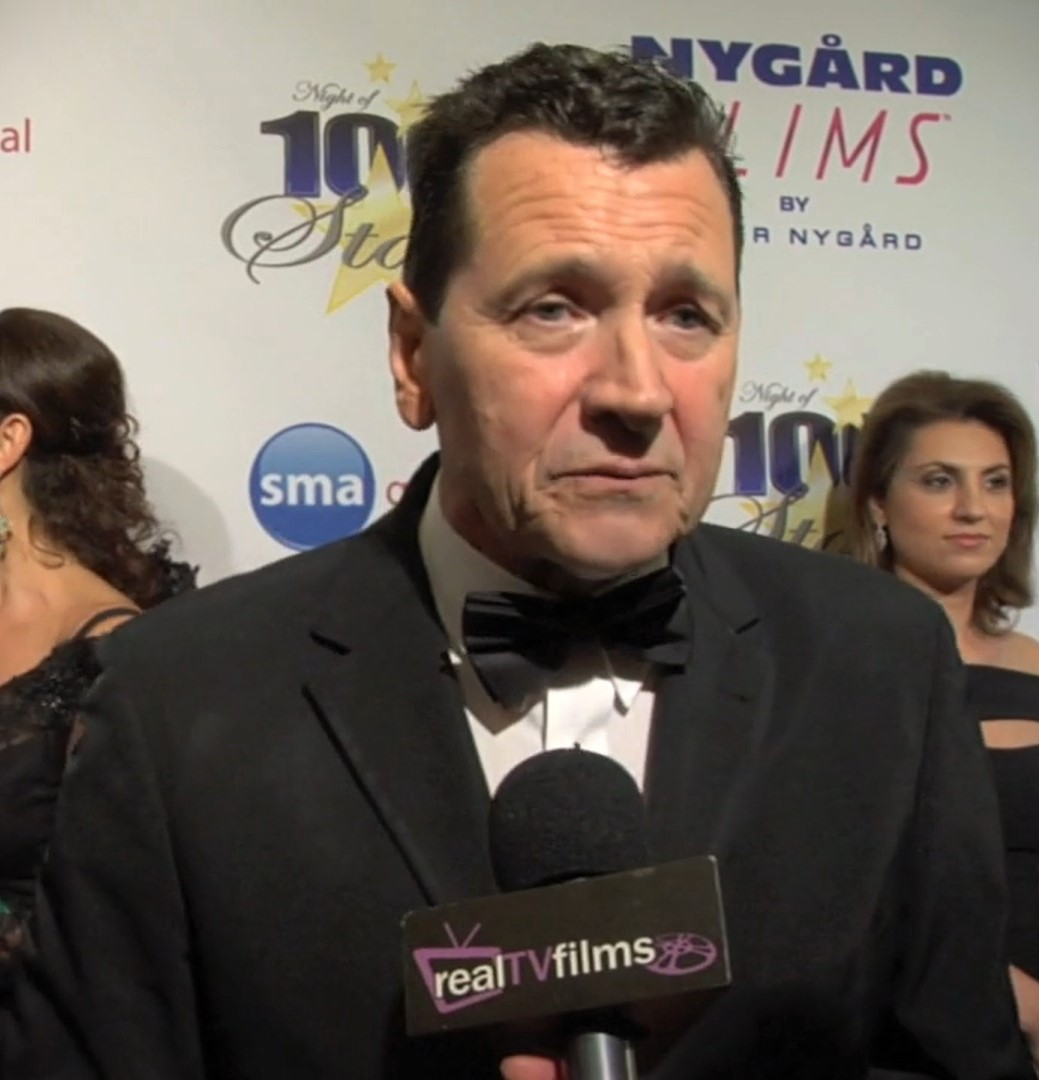
Mark Lindsay Chapman, 2015

Mark Lindsay Chapman (* 8. September 1954 in London, England) ist ein britischer Schauspieler.

## Leben
Mark Lindsay Chapman studierte an der Guildford School of Acting im englischen Guildford. Eine Hauptrolle hatte er 1986 als Richard Armour in dem Science-Fiction-Film Die Androiden – Sie sind unter uns. In den Jahren von 1990 bis 1993 spielte er in 72 Folgen der US-Serie Das Ding aus dem Sumpf (Swamp Thing) den Dr. Anton Arcade. In dem Welterfolg Titanic aus dem Jahr 1997 spielte er den Ltd. Offizier Henry T. Wilde. Im Spielfilm Chapter 27 – Die Ermordung des John Lennon aus dem Jahr 2007 war er als John Lennon zu sehen.

## Filmografie (Auswahl)
- 1983: Macbeth
- 1986: Die Androiden – Sie sind unter uns (Annihilator)
- 1987–1995: Mord ist ihr Hobby (Murder, She Wrote, Fernsehserie, fünf Folgen)
- 1988: Dallas (Fernsehserie, fünf Folgen)
- 1989: Falcon Crest (Fernsehserie, acht Folgen)
- 1990–1993: Das Ding aus dem Sumpf (Swamp Thing, Fernsehserie, 72 Folgen)
- 1993: Baywatch – Die Rettungsschwimmer von Malibu (Baywatch, Fernsehserie, eine Folge)
- 1995: Mord ist ihr Hobby (Staffel 12; Episode 7)
- 1995: Die Langoliers (The Langoliers)
- 1995–1996: Palm Beach-Duo (Silk Stalkings, Fernsehserie, zwei Folgen)
- 1996: Lisa – Der helle Wahnsinn (Weird Science, Fernsehserie, eine Folge)
- 1996: Superman – Die Abenteuer von Lois & Clark (Lois & Clark: The New Adventures of Superman, Fernsehserie, zwei Folgen)
- 1997: JAG – Im Auftrag der Ehre (JAG, Fernsehserie, eine Folge)
- 1997: Titanic
- 1998: Bram Stoker’s Legend of the Mummy (Legend of the Mummy)
- 1998: Night Man
- 1999: Poltergeist – Die unheimliche Macht (Poltergeist: The Legacy, Fernsehserie, zwei Folgen)
- 1999–2000: Nash Bridges (Fernsehserie, zwei Folgen)
- 2000: Walker, Texas Ranger (Fernsehserie, eine Folge)
- 2001: Beethoven 4 – Doppelt bellt besser (Beethoven’s 4th)
- 2002: Wettlauf mit dem weißen Tod (Trapped: Buried Alive, Fernsehfilm)
- 2002–2004: Zeit der Sehnsucht (Days of Our Lives, Fernsehserie, 22 Folgen)
- 2006: Schatten der Leidenschaft (The Young and the Restless, Fernsehserie, drei Folgen)
- 2007: Chapter 27 – Die Ermordung des John Lennon (Chapter 27)
- 2011: Masters of the House (Fernsehserie, sechs Folgen)
- 2012: Assassin’s Creed III (Videospiel, Stimme)
- 2012: Hollys Holiday
- 2013: Albert – Der unsichtbare Hund (Abner, the Invisible Dog, Stimme von Abner)
- 2014: Christmas in Palm Springs